# Stenogobius gymnopomus
Stenogobius gymnopomus és una espècie de peix de la família dels gòbids i de l'ordre dels perciformes.

## Morfologia
- Els mascles poden assolir 15 cm de longitud total.[1][2]

## Alimentació
Menja peixets, crustacis i insectes.

## Hàbitat
És un peix de clima tropical i demersal.

## Distribució geogràfica
Es troba a les Illes Andaman, Cambodja, l'Índia, Indonèsia, Somàlia, Tanzània i el delta del riu Mekong.

## Observacions
És inofensiu per als humans.